# Ерлі (провінція Савона)
Ерлі (італ. Erli, ліг. Erli) — муніципалітет в Італії, у регіоні Лігурія, провінція Савона.
Ерлі розташоване на відстані близько 440 км на північний захід від Рима, 75 км на південний захід від Генуї, 36 км на південний захід від Савони.
Населення — 252 особи (2014).
Щорічний фестиваль відбувається 25 листопада. Покровитель — Santa Caterina d'Alessandria.

## Демографія
Населення за роками:

Станом на 1 січня 2023 року в муніципалітеті офіційно проживало 27 іноземців з 9 країн, серед них 13 громадян країн Євросоюзу.

## Сусідні муніципалітети
- Кастельб'янко
- Кастельвеккьо-ді-Рокка-Барбена
- Гарессіо
- Назіно
- Цуккарелло